# Caperonia chiltepecensis
Caperonia chiltepecensis är en törelväxtart som beskrevs av Léon Camille Marius Croizat. Caperonia chiltepecensis ingår i släktet Caperonia och familjen törelväxter. Inga underarter finns listade i Catalogue of Life.